# Ruínas de Bai Jinbao
As ruínas de Bai Jinbao (chinês tradicional: 白金宝 遗址; pinyin: Baijinbao Yizhi), são um sítio arqueológico da cultura Baijinbao (chinês tradicional: 文化 文化; pinyin: Baijinbai Wenhua), uma cultura da Idade do Bronze na província de Heilongjiang, nordeste da China, datada por volta de 900 aC, época do período ocidental de Zhou. O local está localizado na vila Baijinbao (chinês tradicional: 白金宝 屯), na margem esquerda do rio Nen Jiang, perto de uma cidade Minyi (乡 乡) do condado de Zhaoyuan, na planície de Songnen.